# Liste der Monuments historiques in Verlinghem
Die Liste der Monuments historiques in Verlinghem führt die Monuments historiques in der französischen Gemeinde Verlinghem auf.

## Liste der Bauwerke
| Bezeichnung             | Beschreibung | Standort                     | Kennzeichnung | Schutzstatus | Datum | Bild           |
| ----------------------- | ------------ | ---------------------------- | ------------- | ------------ | ----- | -------------- |
| Ferme des Templiers     | Bauernhof    | 57, rue de Pérenchies (Lage) | PA00107876    | Classé       | 1920  | weitere Bilder |
| Fontaine Saint-Chrysole |              | (Lage)                       | PA00107877    | Classé       | 1920  | weitere Bilder |